# Gelis fabularis
Gelis fabularis är en stekelart som beskrevs av Schwarz 1998. Gelis fabularis ingår i släktet Gelis och familjen brokparasitsteklar. Inga underarter finns listade i Catalogue of Life.